# Kraft durch Freude
La Kraft durch Freude (in italiano "forza attraverso la gioia", abbreviato in KdF), era un'organizzazione ricreativa della Germania nazionalsocialista che faceva parte del Deutsche Arbeitsfront (DAF), l'organizzazione dei lavoratori tedeschi, controllata dal governo.
A partire dal 1933 fornì una serie di attività ricreative a basso costo, tra cui concerti, gite e vacanze. Grandi navi, come la Wilhelm Gustloff, vennero costruite espressamente per le crociere della KdF. Allo scoppio della seconda guerra mondiale ebbe l'apice della sua attività.
La KdF pianificò anche la produzione di un'automobile utilitaria, la KdF-Wagen, che divenne in seguito la Volkswagen Maggiolino. Una nuova città venne costruita per la sua produzione e per gli appartamenti degli operai, KdF-Stadt, l'attuale Wolfsburg. La KdF organizzò uno speciale schema di risparmio per permettere ai semplici operai il lusso di un'autovettura. Comunque, a causa dell'inizio della seconda guerra mondiale poca parte di questo progetto venne realizzata, e sia la fabbrica che il resto della KdF si focalizzarono sul supporto allo sforzo bellico.

## Storia

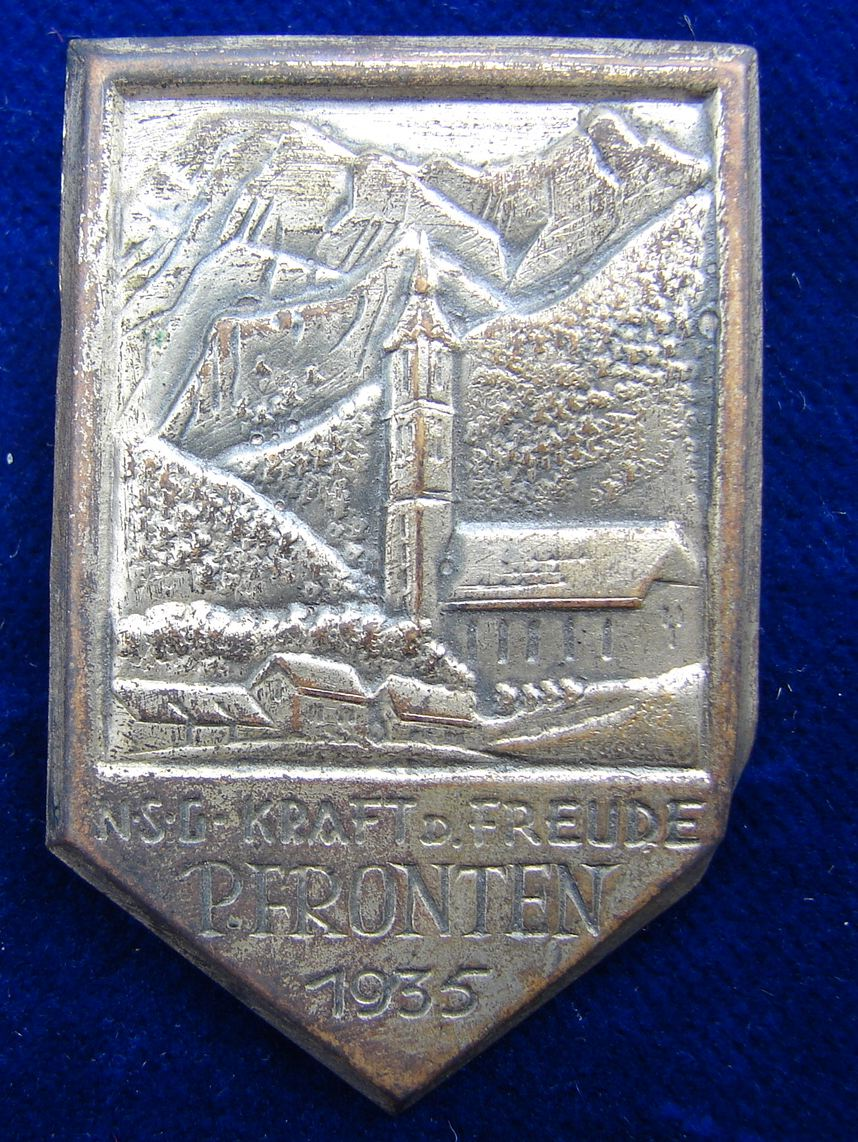
Insegna KdF di Pfronten, 1935

Venne fondata il 28 novembre 1933 a Berlino.
Sulla nascita della "Kraft durch Freude" si trovano due fattori:
All'epoca della Weimarer Republik gli operai e i colletti bianchi avevano fino a due settimane di ferie; presto anche tutti gli altri lavoratori ebbero ferie pagate. Solo i lavoratori più anziani ebbero però la possibilità di avere tanti giorni di ferie da poter fare una vacanza di lungo periodo. I nazionalsocialisti portarono le ferie da due a tre settimane pagate all'anno (senza nessuna regola da leggi). Venne così allungato il periodo di ferie per i lavoratori e ridotto quello lavorativo, idee già espresse prima dal marxismo o dai socialdemocratici.
In altre nazioni come l'Italia il fascismo di Mussolini creò dal 1925 un'organizzazione, l'Opera Nazionale Dopolavoro e Robert Ley, capo del Deutsche Arbeitsfront dopo il Machtergreifung, fece un viaggio nel 1929 in Italia rimanendo affascinato dall'idea espressa dall'organizzazione fascista. I nazionalsocialisti pensarono quindi a una versione germanizzata "Feierabendwerk Nach der Arbeit"; venne dato il nome "Kraft durch Freude" che si rivelò molto più efficace in termini comunicativi. L'idea fu sviluppata da Robert Ley, che ne divenne il capo.
Il 14 novembre 1933 Hitler presentò il piano per il tempo libero. La fondazione ufficiale della KdF avvenne due settimane più tardi 27 novembre 1933 in una sessione speciale del Deutsche Arbeitsfront, in presenza di Rudolf Heß e Joseph Goebbels. L'ordine del DAF del 24 ottobre 1934 introduce operativamente il KdF.

## Ideologia fondativa e obiettivi

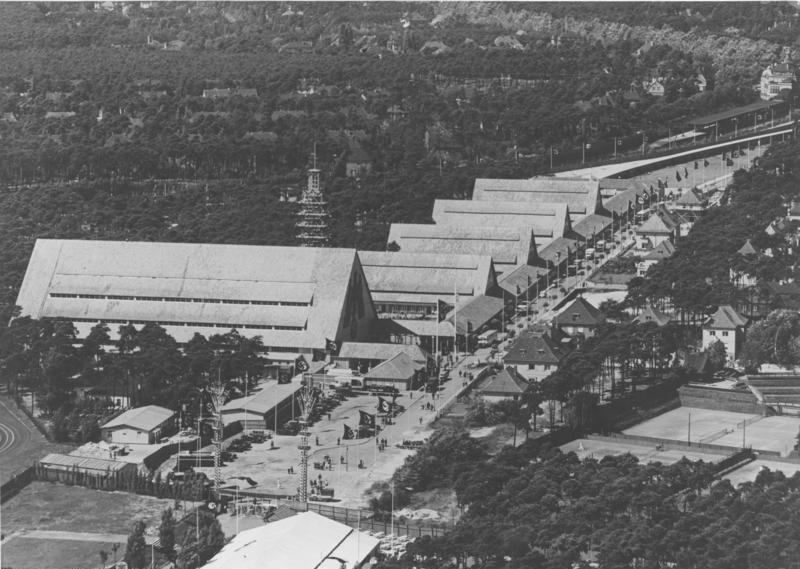
"Kraft durch Freude-Stadt" (in alto a destra la stazione di Heerstraße): fu la stazione di arrivo degli atleti alle Olimpiadi estive del 1936 di Berlino.

L'obiettivo della "Kraft durch Freude" fu quello di ottenere un popolo tedesco forte (Kraft) dal punto di vista economico come produzione e come lavoratori, e sano come corpo per essere potenzialmente kriegstüchtiges, cioè efficienti per la guerra. "Das Ziel der Organisation ist die Schaffung der nationalsozialistischen Volksgemeinschaft und die Vervollkommnung und Veredelung des deutschen Menschen". Un popolo con nervi saldi ("nervenstarkes Volk") definisce l'uomo tedesco, introducendo una gestione del tempo libero. La produzione del lavoro avrebbe dovuto aumentare con un popolo sano (Volksgesundheit). Non una società depravata ("Vergnügen"), bensì felice ("Freude") grazie alla forza dei lavoratori ("Kraft"). Per aumentare il numero dei soci, venne introdotta da subito l'attività sportiva (gelber Sport).
Mentre nell'italiana "Dopolavoro" solo i datori di lavoro organizzavano, in Germania sia i datori che i lavoratori furono sotto uno stesso tetto, organizzando il tempo libero tra soci, non un'organizzazione di soli lavoratori, che avrebbe potuto essere pericolosa dal punto di vista politico. Non i singoli gruppi professionali ma la classe sociale, con la propria ideologia "Volksgemeinschaft", doveva essere unita. L'obiettivo ufficiale fu "Erhaltung des Arbeitsfriedens durch Befriedung der Arbeitenden" (conservazione della pace nel lavoro attraverso la pace dei lavoratori).
Kraft durch Freude doveva primariamente garantire la pace interiore, promettendo ai lavoratori cose che potevano permettersi solo le classi superiori: viaggi e divertimento nel tempo libero. Il nazionalsocialismo voleva così superare simbolicamente il marxismo. 
La propaganda nazionalsocialista (NS-Propaganda), parlò sempre di tempo libero, ma non vi fu mai un vero raggiungimento degli obiettivi. Già negli anni '20 vi furono organizzazioni private di lavoratori che organizzavano pacchetti viaggio per i propri soci. L'obiettivo ufficiale KdF fu "la fondazione di nuovi uomini tedeschi e un nuovo ordine sociale. La politica e l'economia segue la cultura del nuovo ordine sociale tedesco".
L'idea di fondo KdF prendeva spunto dalla conoscenze di sociologia. La sempre più efficiente società industriale (Taylorismo, Fordismo) portava in giù il fisico e la psiche del lavoratore. L'ideologia del fondatore Robert Ley fu questa, il tempo libero del lavoratore era una possibilità migliorativa. La ricreazione non doveva essere noia o divertimento fine a se stesso, ma recuperare la forza dei lavoratori, energia e forza per il lavoro. La Kraft durch Freude attraverso le sue attività come quelle teatrali, vacanziere e di viaggio a basso costo furono parte dello sforzo della guida nazionalsocialista, dello Stato dittatoriale "Wohlfühldiktatur“ (Götz Aly). Hitler si citava con le parole di Ley:
(Robert Ley)
Culturalmente l'idea si fondava sul Heimatgefühl (senso di casa propria), sul patriottismo e sulla psicologia individuale Gemeinschaftsgefühl. Il popolo tedesco poteva pensare al tempo libero come ad una forza collettiva, diversi popoli sono così idealmente "saldati". Ci si poteva recare anche all'estero grazie al KdF: il popolo tedesco poteva avere fiducia in se stesso nell'affrontare viaggi all'estero che permettevano di confrontare la propria nazione madre con altre realtà. Il mondo avrebbe avuto un'impressione della Germania di salute e di pace.

## Occupazioni

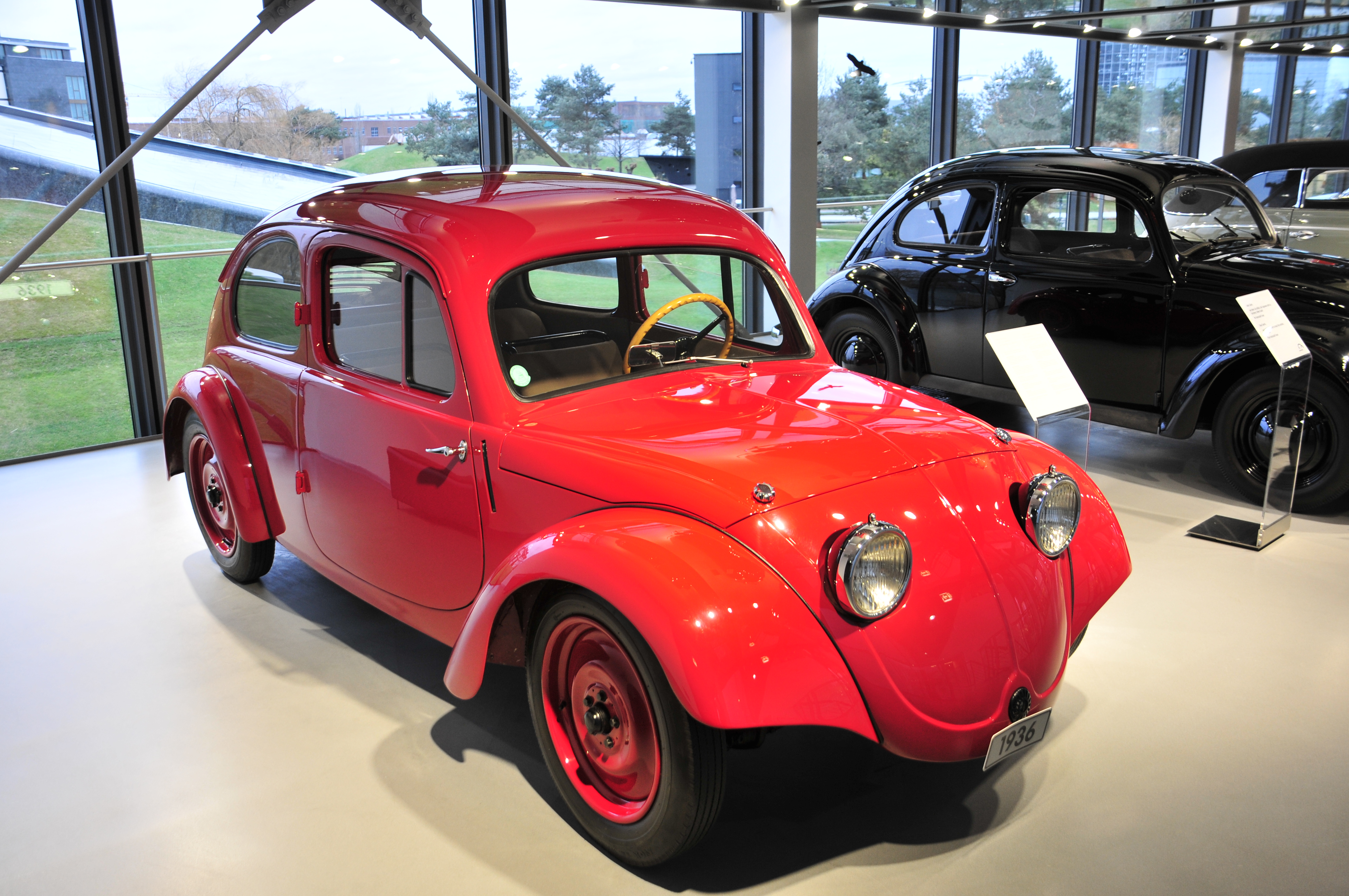
Porsche Typ 60 del 1936 - Prototipo V3 della KdF-Wagen. Ricostruzione della Autostadt Wolfsburg

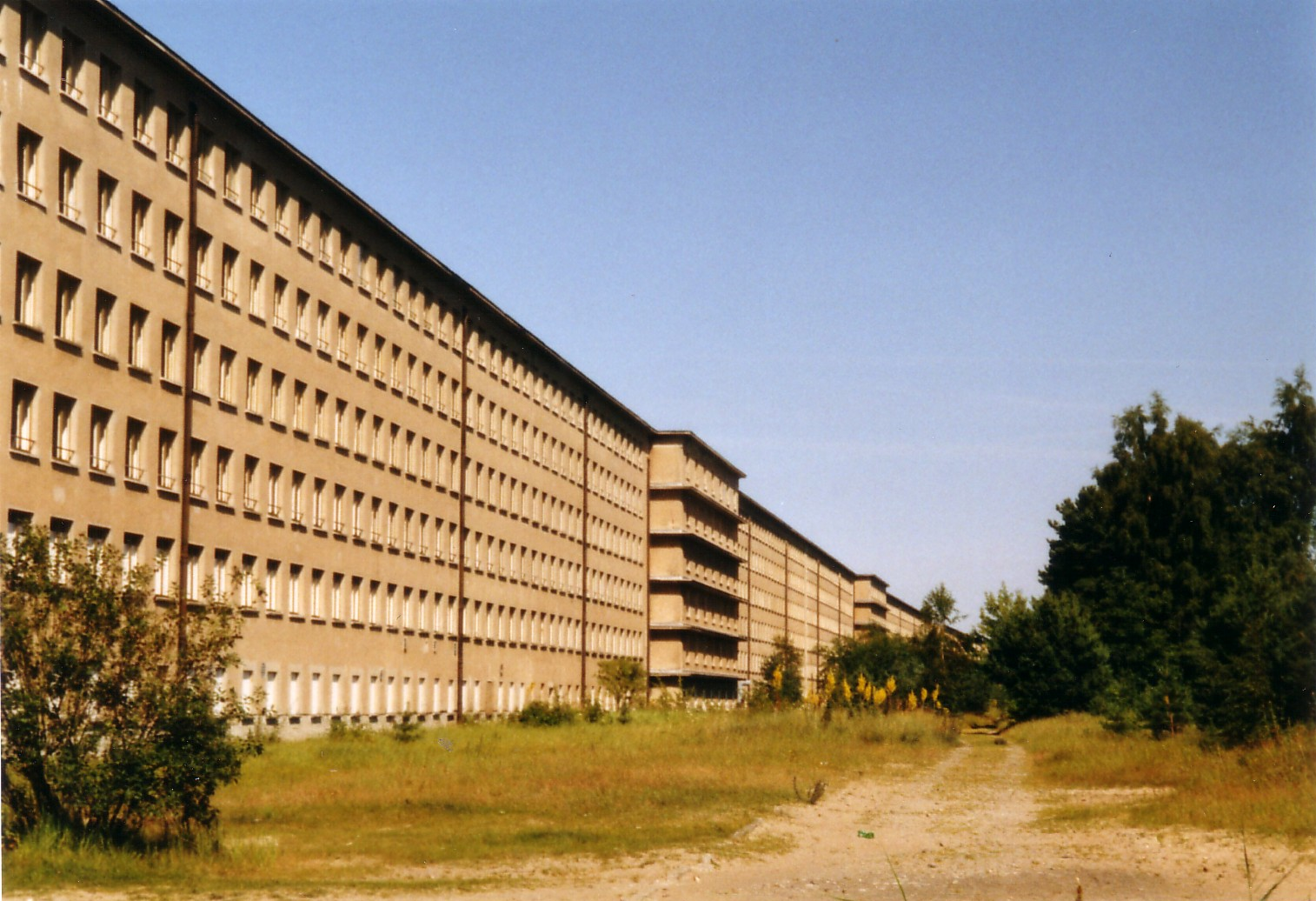
Le rovine di Seebad Prora, progettato per 20.000 posti letto

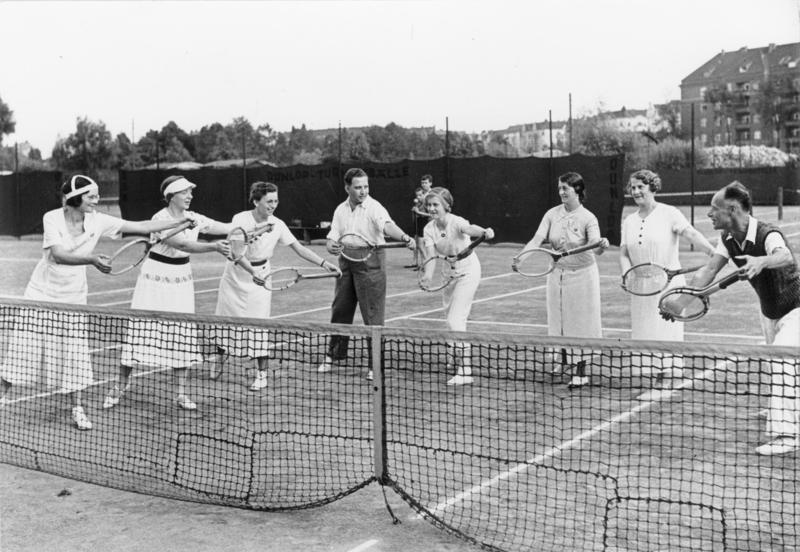
"Tennis-Gymnastik" del KdF

KdF organizzò spettacoli di Varietà, corsi di ginnastica, corsi di nuoto, corsi di cucito, tornei di scacchi e concerti. Anche educazione per adulti.
Iniziative di abbellimento dei centri abitati, villaggi. Dell'epoca i motti „Il villaggio tenuto bene per propria volontà così come la società nazionalsocialista è come fonte di forza per l'intera Nazione“. Strumenti come „Concorso per il villaggio più bello“.
La parte più grande di sforzo organizzativo furono voli e viaggi. Il ramo specifico del KdF fu Amt für Reisen, Wandern und Urlaub che riceveva i 4/5 delle risorse economiche.
Progetti conosciuti furono:
- KdF-Wagen, sotto questo nome fu pianificato il veicolo, mai industrializzato, che successivamente avrebbe portato alla produzione del "VW Käfer";
- La nave da crociera Wilhelm Gustloff (dal 1938), Der Deutsche (dal 1935), Dresden (dal 1934) e Robert Ley (da marzo 1939);
- Seebad Prora a Rügen (non completato).

"Kraft durch Freude" fu anche il motto per il cinema nel Terzo Reich della casa di produzione Wien-Film.

## Organizzazione
L'organizzazione fu divisa in diversi rami:
- Vacanze, viaggi e escursionismo
- Bellezza e dignità del lavoro
- Sviluppo del corpo e Sport
- Ospitalità e formazione
- Cultura
- Folklore e tradizione
- Gioventù

La suddivisione regionale era in 32 Gaue con 771 province e 15.051 gruppi locali.

## Teatro

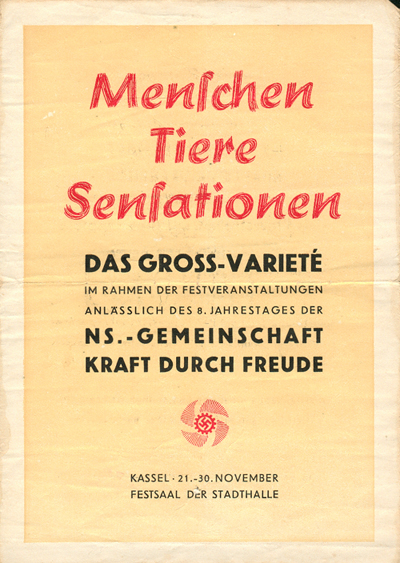
Pubblicità per una serata del NS-Gemeinschaft "Kraft durch Freude" del Reichsgau Kurhessen (1941)

Teatri della KdF o controllati dalla KdF:
- Berlino:
  - KdF-Theater des Kindes
  - Märchentheater
  - Plaza-Theater
  - Theater am Nollendorfplatz
  - Theater am Schiffbauerdamm
  - Theater des Volkes
- Breslavia: 
  - Gerhart-Hauptmann-Theater
- Dessau:
  - Friedrich-Theater, Muldstraße
- Hannover:
  - Mellini-Theater
- Colonia:
  - Apollo-Theater
- Königsberg:
  - Ostpreußenhalle
- Magdeburgo:
  - Kleinkunstbühne
- Monaco di Baviera:
  - Märchentheater
  - Prinzregententheater
- Posen:
  - Metropol-Varieté
- Vienna:
  - Deutsches Volkstheater
  - La commedia in Johannesgasse (il Deutsches Volkstheater chiuso)
  - Raimund-Theater
  - Volksoper Wien

## Finanziamenti
I soci del Deutsche Arbeitsfront, e una parte rilevante di grandi datori di lavoro e organizzazioni statali, furono finanziatori della "Kraft durch Freude". La quota societaria minima fu di 0,50 Reichsmark.
La maggior parte di soci KdF furono volontari. Questo tagliava il costo del personale. Nel 1937 vi furono 106.000 volontari e 4.400 lavoratori.
Il contributo del DAF fu di 281 milioni di Reichsmark nel 1933 fino ai 538 milioni nel 1939. La parte maggiore fu data dalle quote di associazione. KdF fu sovvenzionato dal DAF con 8 Mio. RM nell'anno 1934. L'aspettativa dell'autofinanziamento per i viaggi non si verificò.